# Ostatnia miłość na Ziemi
Ostatnia miłość na Ziemi (ang. Perfect Sense, znany dawniej jako The Last Word) – brytyjsko-duńsko-szwedzko-irlandzki film dramatyczny z 2011 roku w reżyserii Davida Mackenzie. Wyprodukowany przez Senator Film Verleih i IFC Films. Główne role w filmie zagrali Eva Green i Ewan McGregor.
Premiera filmu miała miejsce 24 stycznia 2011 roku podczas Festiwalu Filmowego w Sundance. Premiera filmu w Wielkiej Brytanii odbyła się 7 października 2011 roku, a w Polsce 23 marca 2012 roku.

## Opis fabuły
Michael (Ewan McGregor) jest kucharzem. Susan (Eva Green) pracuje naukowo. Oboje sparzyli się na miłości, ale wciąż marzą o prawdziwym, wielkim uczuciu. Spotykają się przypadkowo i szaleńczo w sobie zakochują. Ich szczęście jest jednak zagrożone, bo świat zaczyna opanowywać epidemia tajemniczej choroby. Z informacji wynika, że zarażeni ludzie tracą najpierw kontrolę nad swoimi emocjami i stają się niezwykle agresywni. Wkrótce okazuje się, że ofiarą nieznanej choroby pada także Michael.

## Obsada
- Ewan McGregor jako Michael
- Eva Green jako Susan
- Connie Nielsen jako Jenny, siostra Susan
- Stephen Dillane jako Stephen, szef Susan
- Ewen Bremner jako James
- Denis Lawson jako szef Michaela
- Alastair Mackenzie jako wirusolog
- Kathryn Engels jako narratorka

i inni